# Kościół Świętej Rodziny we Wrocławiu
Kościół św. Rodziny we Wrocławiu – budynek znajdujący się na osiedlu Sępolno, powstały w latach 1929–1930 jako świątynia katolicka według projektu architekta Kurta Langera.

## Historia

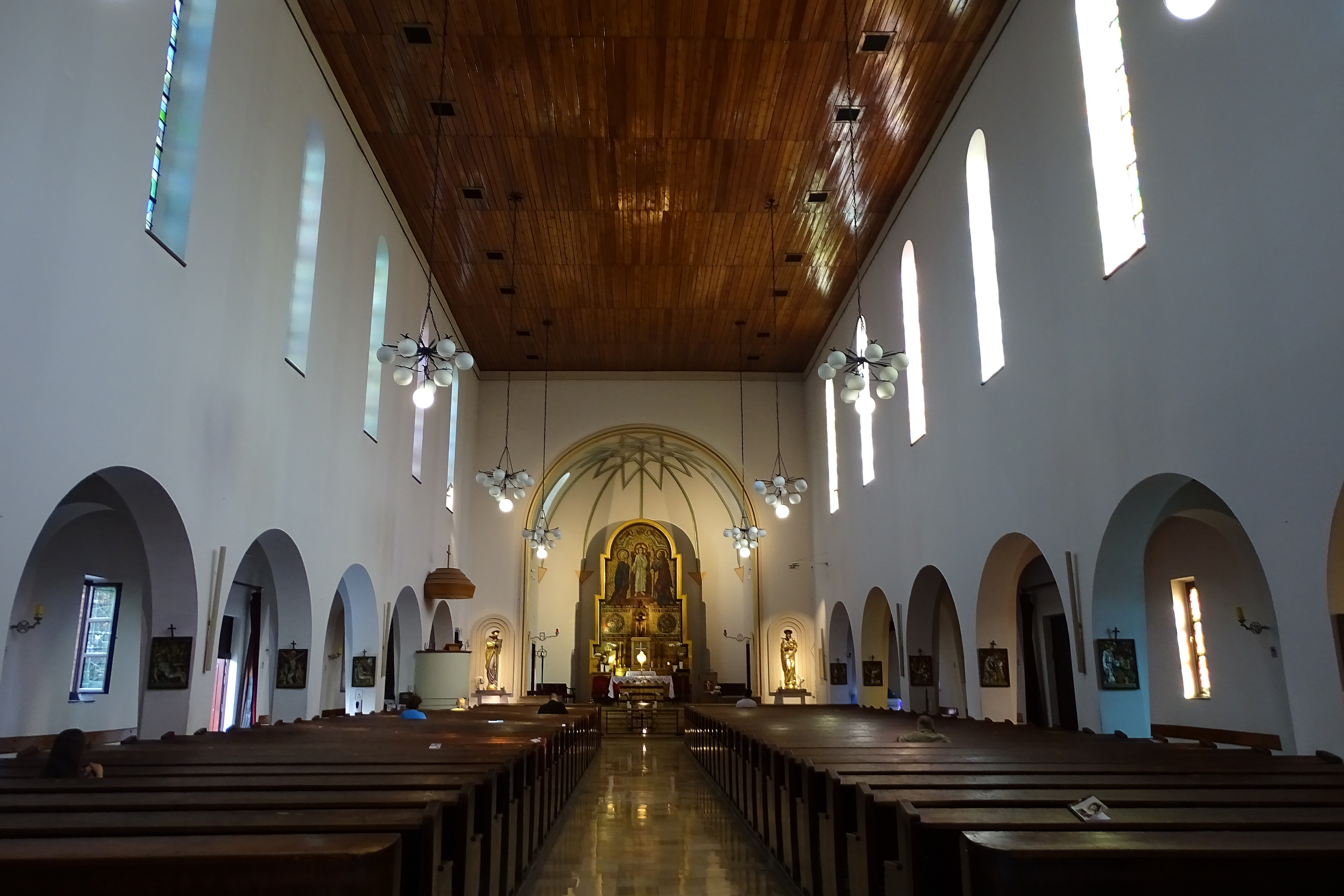
Wnętrze kościoła św. Rodziny

Kościół św. Rodziny we Wrocławiu został zaprojektowany jako budowla modernistyczna z elementami neoromanizmu.  Jest wybudowaną z cegły trzynawową bazyliką z wielką, masywną  wieżą frontową. Kościół jest orientowany - na wschodzie znajduje się pięciokątne prezbiterium. Wieża zwieńczona jest ceglanym gzymsem kostkowym i pokryta geometrycznym, kalenicowym hełmem. 
W czasie wojny kościół uległ nieznacznym uszkodzeniom, odremontowany został w 1946.
Kościół jest regularnie remontowany. Hełm wieżowy wymieniono na miedziany, dach został pokryty nowymi dachówkami, trwa rozbudowa domu parafialnego. 

## Organy
Niektóre źródła często błędnie datują budowę organów w tym kościele, podając rok 1934, lub 1937. Z publikacji „Zimpeler Nachrichten-Blatt” jasno wynika, że organy zostały zbudowane w roku 1931. Instrument został zbudowany przez firmę Rieger jako opus 2522. Miał wówczas 40 głosów i kwalifikował się do grona większych instrumentów we Wrocławiu. 
W późniejszym czasie coraz gorszy stan techniczny instrumentu skutkował podjęciem decyzji o przeprowadzeniu jego generalnego remontu i rozbudowy. Szafa organowa została przesunięta do przodu z głębi chóru muzycznego, a stół gry został wymieniony i usytuowany w nowym miejscu. Organy zostały rozbudowane do 45 głosów. Dostęp do niektórych elementów możliwy był po raz pierwszy od momentu budowy organów w 1931 roku dopiero po przebudowaniu szafy organowej i jej wysunięciu. Remont ten trwał od kwietnia 1980 roku do lutego 1981 roku. Był prowadzony był przez zakład organmistrzowski Józefa Cynara z Wrocławia.
Kolejne remonty miały miejsce w 1995, 2005, 2016 oraz 2018 roku. 
W maju 2019 wymienione zostały wszystkie zawory rejestrowe w każdym z manuałów oraz w sekcji pedału.  Prace wykonała firma organmistrzowska „Kamerton” Wiesława Jelenia z Olszynki.
Dyspozycja instrumentu:
| Manuał I          | Manuał II         | Manuał III         | Pedał            |
| ----------------- | ----------------- | ------------------ | ---------------- |
| 1. Bourdon 16'    | 1. Prync. fl. 8'  | 1. Prync. vl. 8'   | 1. Kontrabas 16' |
| 2. Pryncypał 8'   | 2. Fl. harm. 8'   | 2. Fl. kryty 8'    | 2. Subbas 16'    |
| 3. Fl. otwarty 8' | 3. Kwintadena 8'  | 3. Salicjonał 8'10 | 3. Echo 16'3     |
| 4. Oktawa 4'      | 4. Pryncypał 4'   | 4. Unda Maris 8'11 | 4. Oktawa 8'     |
| 5. Gemshorn 4'    | 5. Fl. rurkowy 4' | 5. Praestant 4'    | 5. Fl. drewn. 4' |
| 6. Kwinta 2 2/3'6 | 6. Oktawa 2'4     | 6. Kwintadena 4'   | 6. Róg nocny 2'  |
| 7. Oktawa 2'7     | 7. Fl. leśny 2'   | 7. Nasard 2 2/3'   | 7. Cynk 3x4      |
| 8. Cornet 4x8     | 8. Kwinta 1 1/3'9 | 8. Picolo 2'       | 8. Mixtura 4x4   |
| 9. Mixtura 4x4    | 9. Acuta 4x4      | 9. Tercja 1 3/5'   | 9. Puzon 16'     |
| 10. Trompet 8'    | 10. Vox humana 8' | 10. Sifflet 1'     | 10. Dulcjan 16'5 |
|                   |                   | 11. Mixtura 4x12   | 11. Regał 4'5    |
|                   |                   | 12. Dulcjan 16'    |                  |
|                   |                   | 13. Krumhorn 8'    |                  |
|                   |                   | 14. Regał 4'       |                  |

## Dzwony
Przed II wojną światową na wieży wisiały cztery dzwony, poświęcone przez ks. kanonika Michaelisa w dniu 12 października 1930 roku. Podczas niej, a dokładnie w roku 1942, zarekwirowano trzy dzwony na potrzeby przemysłu zbrojeniowego. Pozostawiono tylko najmniejszy – „Jan Chrzciciel”. Stratę uzupełniono nowymi dzwonami na ufundowanymi na jubileusz powstania parafii.
|                  | Imię           | Waga (kg) | Ton uderzeniowy | Rok odlania | Odlewnia                                        |
| ---------------- | -------------- | --------- | --------------- | ----------- | ----------------------------------------------- |
| Mały dzwon       | Stanisław Bp   | ~100 kg   | fis"            | 2005        | Odlewnia Dzwonów i Pomników Felczyńscy, Gliwice |
| Średni dzwon     | Jan Chrzciciel | ~280 kg   | c''             | 1931        | Petit & Gebr. Edelbrock, Gescher                |
| Duży dzwon       | Józef          | ~400 kg   | ais'            | 2004        | Odlewnia Dzwonów i Pomników Felczyńscy, Gliwice |
| Największy dzwon | Maryja         | ~800 kg   | fis'            | 2005        | Odlewnia Dzwonów i Pomników Felczyńscy, Gliwice |